# 维新会
維新會（越南语：／）是越南在二十世紀早期的一個政黨。
1904年，潘佩珠、強㭽、阮小羅及其他二十多名反對法國統治的越南人，在南圻成立維新會。該政黨宣揚君主立憲制，主張越南脫離法國的殖民統治獨立。陳正釗是該組織在社會上的代理人。
1912年，維新會被改組為越南光復會。